# Sœurs des pauvres de Bergame
Les sœurs des pauvres de Bergame (en latin Instituti Sororum Paupercularum) sont une congrégation religieuse féminine enseignante et hospitalière de droit pontifical.